# Bactrocera aquila
Bactrocera aquila
 es una especie de díptero que Drew describió por primera vez en 1989. Bactrocera aquila pertenece al género Bactrocera de la familia Tephritidae.